# Машина за сушење веша
Машина за сушење веша је кућни апарат намењен за сушење одеће и текстила, обично након што се опере у веш машини.
Сушење на топлоти од најмање 60 °C (140 °F) у трајању од тридесет минута убија многе паразите укључујући гриње кућне прашине, стенице, и гриње шуге и њихова јаја; нешто више од десет минута сушења убија крпеље. Једноставно прање утапа гриње, а излагање директној сунчевој светлости током три сата убија њихова јаја.
Комбиноване машине за прање и сушење веша обављају обе функције у једном уређају.
Други укључују пару за уклањање одеће и избегавање пеглања.

## Карактеристике
Већина машина за сушење веша састоји се од ротирајућег бубња у који улази циркулирајући топли ваздух који испарава влагу. Бубањ, покретан мотором за ремен, ротира се релативно споро тако да оставља простор и ваздух да досегне на сву одећу. Сушењем на топлоти од најмање 60 °C (140°F) током тридесет минута убијају се многи паразити, укључујући гриње и други паразити.
Постоје три врсте машина за сушење веша. Вентилационе машине за сушење веша, раде по принципу извлачења влаге из веша и одвођења исте кроз одводне цеви. Мана им је што морају бити постављене у просторије које имају одводне цеви, а то је најчешће купатило. У односу на друге машине за сушење веша, вентилационе машине су велики потрошачи електричне енергије. Са друге стране, предност је лака и једноставна употреба и ниска набавна цена. Кондензационе машине за сушење веша извлаче влагу из веша, кондензују је у воду и воду избацују у посуду која је саставни део машине. После сваког прања неопходно је посуду испразнити. И постоје топлотне машине за сушење веша које користе топлотне пумпе за сушење веша. Предности ових машина је што могу да се поставе у било којој просторији, односно нису везане за купатило, троше 20-40% мање електричне енергије, не гужвају веш и погодне су и за сушење осетљивих тканина.

## Сушаре без вентилације

### Кондензаторске сушаре
Као у превртној машини за сушење веша, кондензатор или кондензациона сушара пропуштају загрејани ваздух кроз терет. Међутим, уместо да одбацује овај ваздух, сушара користи измењивач топлоте да охлади ваздух и кондензује водену пару у одводну цев или у сабирни резервоар. Сувљи ваздух поново пролази кроз петљу. Размењивач топлоте обично користи амбијентални ваздух као рашладни флуид, тако да топлота коју производи сушач иде у непосредну околину уместо напоље, повећавајући собну температуру. У неким дизајнима, хладна вода се користи у измењивачу топлоте, елиминишући ово загревање, али захтева повећану употребу воде.
Што се тиче потрошње енергије, кондензаторске сушаре обично захтевају око 2 киловат сата (kW⋅h) енергије по просечном оптерећењу.

### Сушаре са топлотном пумпом
Сушач за веш са топлотном пумпом затвореног циклуса користи топлотну пумпу за одвлаживање ваздуха за обраду. Такви сушачи обично користе мање од половине енергије по оптерећењу кондензаторске сушаре.
Док кондензациони сушачи користе пасивни измењивач топлоте који се хлади околним ваздухом, ове сушаре користе топлотну пумпу. Врући, влажни ваздух из посуде пролази кроз топлотну пумпу где хладна страна кондензује водену пару или у одводну цев или у резервоар за сакупљање, а врућа страна поново загрева ваздух за поновну употребу. На овај начин сушара не само да избегава потребу за цевима, већ такође чува велики део своје топлоте у сушари уместо да је избацује у околину. Сушачи са топлотном пумпом могу, према томе, да користе до 50% мање енергије потребне за кондензацију или конвенционалне електричне сушаре. Сушачи са топлотном пумпом користе око 1nbsp;kW⋅h енергије за сушење просечног оптерећења уместо 2nbsp;kW⋅h за кондензаторску сушару, или од 3 до 9nbsp;kW⋅h, за конвенционалну електричну сушару. Сушачи са топлотном пумпом за домаћинство су дизајнирани да раде на типичним температурама околине од 5 до 30 °C. Испод 5 °C, време сушења се значајно повећава.

### Механичке парне компресијске сушаре
Као нова врста сушара у развоју, ове машине су напреднија верзија сушара са топлотном пумпом. Уместо да користе врући ваздух за сушење одеће, механичке парне компресијске сушаре користе воду која се извлачи из одеће у облику паре. Прво, посуда и њен садржај се загревају на 100 °C. Влажна пара која настаје прочишћава систем ваздуха и једина је преостала атмосфера у посуди.
Како мокра пара излази из посуде, она се механички компресује (отуда име) да би се извукла водена пара и пренела топлота испаравања на преосталу гасовиту пару. Ова гасовита пара под притиском се затим допушта да се прошири и прегрева се пре него што се убризгава назад у посуду где њена топлота изазива испаравање више воде из одеће, стварајући више влажне паре и поновно покретање циклуса.
Као и сушаре са топлотном пумпом, механичке парне компресијске сушаре рециклирају велики део топлоте која се користи за сушење одеће и раде у веома сличном опсегу ефикасности као сушаре са топлотном пумпом. Оба типа могу бити дупло ефикаснија од конвенционалних машина за сушење веша. Знатно више температуре које се користе у механичким парним компресионим сушарама резултирају упола краћим временима сушења у односу на сушаре са топлотном пумпом.

### Микровалне сушаре
Јапански произвођачи су развили високо ефикасне машине за сушење веша које користе микроталасно зрачење за сушење одеће (иако велика већина Јапанаца суши веш на ваздуху). Већина сушења се врши помоћу микроталасних пећница за испаравање воде, али коначно сушење се врши конвекцијским загревањем, како би се избегли проблеми стварања лука са металним комадима у вешу. Постоје бројне предности: краће време сушења (25% мање), уштеда енергије (17–25% мање) и ниже температуре сушења. Неки аналитичари сматрају да су лучни лук и оштећење тканине фактор који спречава развој микроталасних сушара за америчко тржиште.

### Ултразвучни сушачи
Ултразвучни сушачи користе високофреквентне сигнале за покретање пиезоелектричних актуатора како би механички протресли одећу, ослобађајући воду у облику магле која се затим уклања из бубња. Имају потенцијал да значајно смање потрошњу енергије док им је потребна само једна трећина времена потребног конвенционалној електричној сушари за дато оптерећење. Они такође немају исте проблеме у погеду влакана у већини других типова сушара.

## Историја
Ручну машину за сушење веша направио је 1800. године М. Пошхон из Француске. Хенри В. Алторфер је изумео и патентирао електричну машину за сушење веша 1937. године. Џ. Рос Муре, проналазач из Северне Дакоте, развио је дизајн за аутоматске машине за сушење веша и објавио свој дизајн за сушару са електричним погоном 1938. године. Индустријски дизајнер Брукс Стивенс развио је електричну сушару са стакленим прозором токомраних 1940-их.

## Накупљање длачица (машина за сушење веша)
Влага и влакна су нуспроизводи процеса сушења у машини за сушење и извлаче се из бубња помоћу мотора вентилатора, а затим се гурају кроз преостали издувни вод до спољне завршетке. Типични издувни вод укључује флексибилно прелазно црево које се налази одмах иза сушара, 4 инча 4 in (100 mm) чврсту поцинковану цев и коленасте спојеве који се налазе унутар зидног оквира, и поклопац за вентилациони канал који се налази изван куће.
Чист, несметан отвор за сушење веша побољшава и ефикасност и безбедност машине за сушење. Када се цев канала за сушење делимично зачепи и напуни длачицама, време сушења се значајно повећава и доводи до тога да сушара троши више енергије. Зачепљен отвор за вентилацију повећава унутрашњу температуру и може довести до пожара. Сушаре за веш су један од најскупљих кућних апарата за рад.
Неколико фактора може допринети или убрзати брзо накупљање длачица. То укључује дугачке или рестриктивне канале, гнезда птица или глодара на крају, згњечено или савијено флексибилно прелазно црево, завршетке са карактеристикама налик на екран и кондензацију унутар канала због неизолованих канала који путују кроз хладне просторе као што је простор за пузање или поткровље. Ако се пластични поклопци налазе на спољном крају канала, постој могућност да се савије и привремено уклони пластичне клапац, очисти унутрашњу површину преклопа, очисти последња стопа канала и поново причврсти пластични поклопац. Пластичне клапне спречавају приступ инсектима, птицама и змијама вентилационој цеви за сушење. Током хладног времена, топли влажни ваздух се кондензује на пластичним клапнама, а мале количине влакана у траговима се лепе на мокри унутрашњи део пластичних клапни на спољашњој страни зграде.